# 帕拉河
帕拉河（葡萄牙語：Rio Pará）是巴西北部帕拉州的一條河流，總長320公里，起源自波特爾附近，流經馬拉若島南邊，與托坎廷斯河一同注入馬拉若灣。帕拉州的首府貝倫即位於帕拉河出海口右岸。

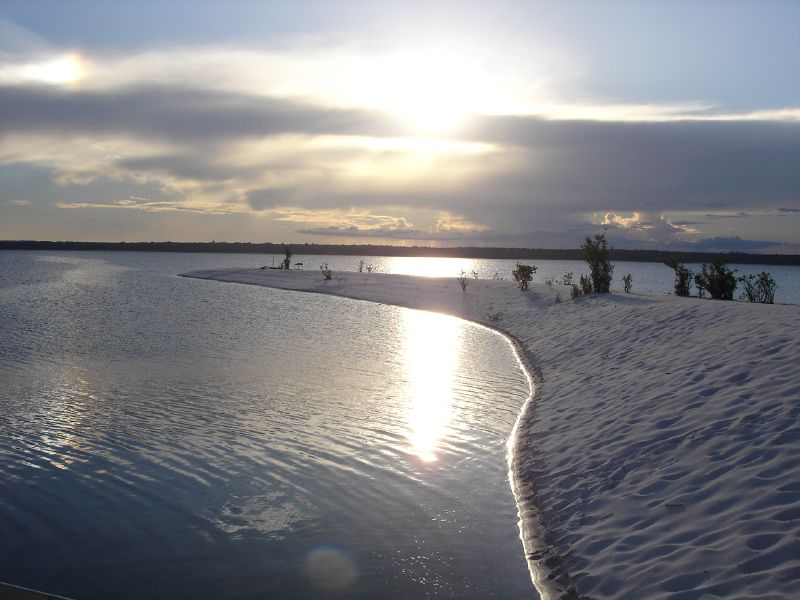
帕拉河

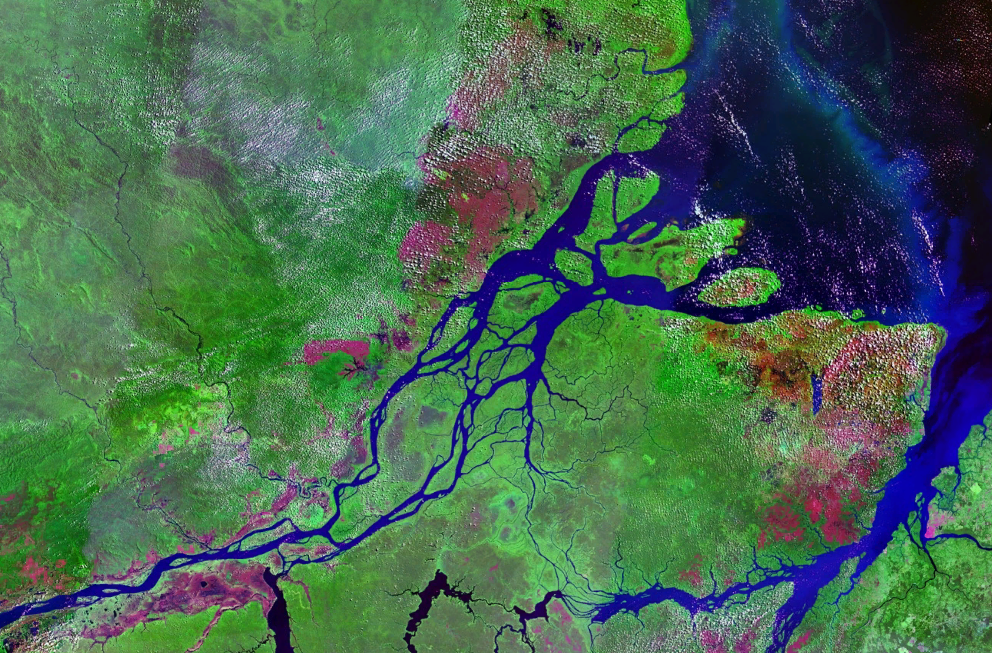
馬拉若島圖，帕拉河位在島嶼下方